# Егоров, Сергей Андреевич
Сергей Андреевич Егоров (13 сентября 1899, Вятское, Ярославская губерния — 1941) — советский военный политработник, участник Гражданской, советско-финской и Великой Отечественной войны, Герой Советского Союза (1940), полковой комиссар.

## Биография
Сергей Егоров родился 13 сентября 1899 года в селе Вятское (ныне — Некрасовский район Ярославской области).
В 1918 году был призван на службу в Рабоче-крестьянскую Красную Армию. Участвовал в Гражданской войне. Окончил военно-политическое училище. Принимал участие в польском походе РККА и советско-финской войне. К 1940 году батальонный комиссар Сергей Егоров был военным комиссаром 27-го стрелкового полка 7-й стрелковой дивизии 7-й армии Северо-Западного фронта. Отличился во время прорыва линии Маннергейма.
20 февраля 1940 года Егоров во главе специальной группы принимал участие в окружении группировки финских войск. Под Выборгом (ныне — Ленинградская область) он принял командование полком и во главе его первым ворвался в город.
Указом Президиума Верховного Совета СССР от 21 марта 1940 года за «образцовое выполнение боевых заданий командования на фронте борьбы с финской белогвардейщиной и проявленные при этом отвагу и геройство» батальонный комиссар Сергей Егоров был удостоен высокого звания Героя Советского Союза с вручением ордена Ленина и медали «Золотая Звезда» за номером 467.
Участвовал в Великой Отечественной войне, будучи заместителем по политической части командира 4-го стрелкового корпуса 3-й армии Западного фронта. В июле 1941 года пропал без вести.
Был также награждён медалью «XX лет РККА».

## Память
Плита-кенотаф Егорову установлена в закрытом колумбарии Николо-Архангельского кладбища.